# ناحیه گارنس (شهرستان رد لیک، مینه سوتا)
ناحیه گارنس (به انگلیسی: Garnes Township) یک منطقهٔ مسکونی در ایالات متحده آمریکا است که در شهرستان رد لیک، مینه‌سوتا واقع شده‌است.
 ناحیه گارنس ۱۲۵٫۱ کیلومتر مربع مساحت و ۱۷۴ نفر جمعیت دارد و ۳۵۱ متر بالاتر از سطح دریا واقع شده‌است.